# Annika Wiel Fréden
Annika Sofia Wiel Fréden (ou Wiel Hvannberg), née le 21 août 1978, est une handballeuse internationale suédoise, évoluant au poste d'ailière droite. Elle est vice-championne d'Europe 2010. En 2006, elle est élue meilleure ailière droite du championnat d'Europe.

## Palmarès

### En équipe nationale
- finaliste du championnat d'Europe 2010

### Distinctions individuelles
- élue meilleure ailière droite au championnat d'Europe 2006